# Flöjtkonsert nr 2 (WA Mozart)
Flöjtkonsert D-dur, K. 314 i Köchelförteckningen, är ett musikstycke komponerat 1778 av Wolfgang Amadeus Mozart. Verket skrevs ursprungligen för oboe och i C-dur, det är osäkert om det var Mozart själv som utförde bearbetningen för flöjt.
I denna charmiga konsert förkroppsligar Mozart sin humor.
- I. Allegro aperto
- II. Andante ma non troppo
- III. Allegro